# Eric Millegan
Eric Millegan est un acteur américain né le 25 août 1974 à Hackettstown dans l'État du New Jersey. Il est issu d'une fratrie de six enfants

## Biographie
Il a commencé sa carrière à Broadway dans des spectacles musicaux (Jesus Christ Superstar, Hair, Mask).
Il fait des apparitions à la TV, comme dans la série New York, section criminelle en 2002.
Il est surtout connu en France pour avoir tenu le rôle de Zack Addy dans la série Bones, l'assistant au super QI du Dr Brennan, son premier rôle important à la télévision.

## Vie privée
En 2003, Eric Millegan a reconnu publiquement son homosexualité : « Je pense que c'est idiot de la part de certaines vedettes de se taire. Est-ce la peur de ne plus avoir de rôles ? Moi, je n'ai jamais autant embrassé de filles devant les caméras que depuis mon coming-out. Avant, on ne me faisait jouer que des homos ou des hétéros célibataires. »

## Spectacles musicaux
- Jesus Christ Superstar
- Hair
- Mask

## Filmographie

### Télévision
- 2001 : Tribunal central : Michael Truskie
- 2002 : New York, section criminelle : Eddie Dutton
- 2004 : Larry et son nombril
- 2005 - 2010 : Bones (saisons 1 à 5) :  Zack Addy. Il retrouve le personnage de Zack Addy en 2016 (saison 11) et en 2017 (saison 12)
- 2014 : Lady Peacock : Jerry